# Eva Man (Due sessi in uno)
Eva Man (Due sessi in uno) è un film erotico del 1980 diretto da Antonio D'Agostino. Nel 1982 il film ha avuto un seguito, intitolato La pitoconejo, conosciuto anche come El regreso de Eva Man, rimasto inedito in Italia.

## Trama
Eva è una donna, Eva è un uomo. Eva è un ermafrodita, che uno scienziato russo tiene sotto controllo per studiarne le abitudini sessuali. Ma il corpo di Eva interessa anche a una banda di malviventi, che lo rapiscono e lo violentano a sangue.

## Home video
Il film ha avuto diverse edizioni in vhs, almeno 4, mentre non è mai stato distribuito in dvd.